# Mariposa Monarca

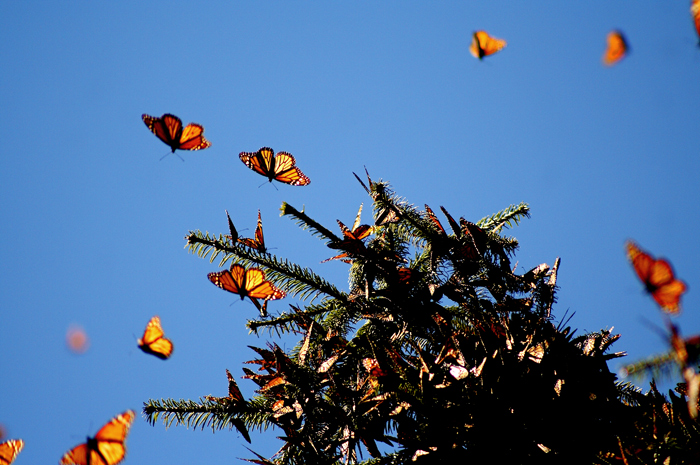
Monarchfalter

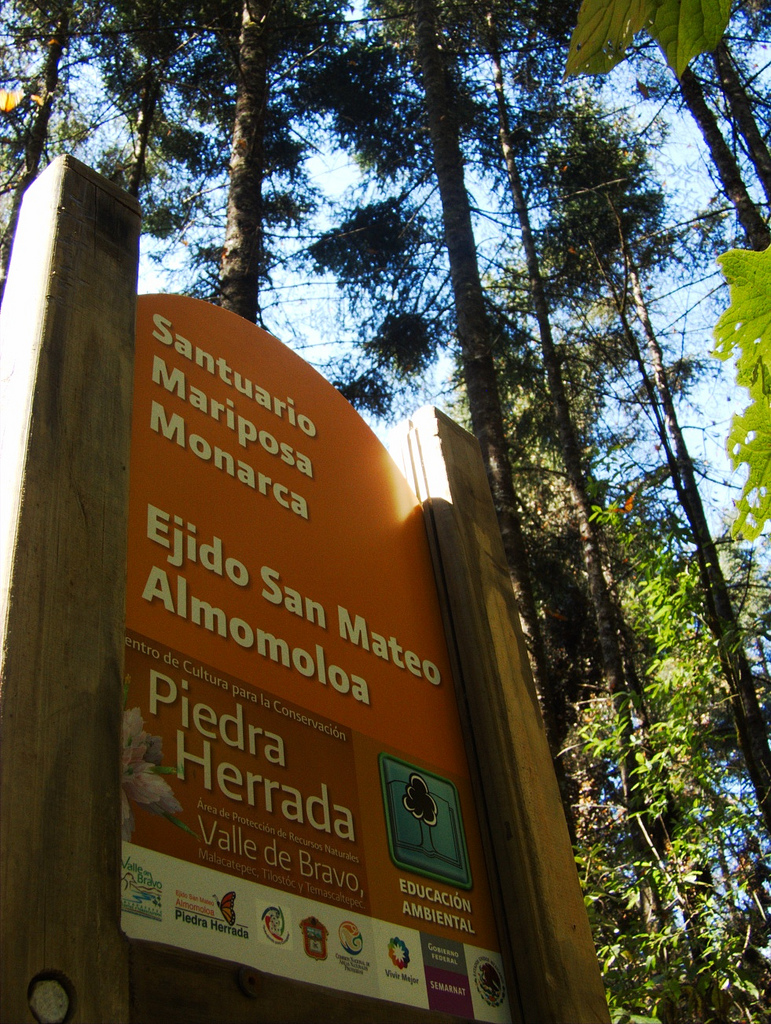
Informationsschild im Reservat

Mariposa Monarca ist ein Biosphärenreservat an der Grenze zwischen den mexikanischen Bundesstaaten Michoacán und México. Es umfasst 56.259 Hektar und liegt etwa 100 km nordwestlich von Mexiko-Stadt in bergigem Gebiet. Die Höhenlagen beherbergen vielfältige Mikroklimata und zahlreiche endemische Arten von Flora und Fauna.
2008 wurde das Reservat von der UNESCO als Weltnaturerbe anerkannt, nachdem es schon 1980 als Biosphärenreservat ausgewiesen und 2000 erweitert worden war.

## Geschichte und Schutzstatus
Die Überwinterungsgebiete der Monarchfalter wurden 1975 lokalisiert. Seitdem steht das Reservat unter staatlichem Schutz, um das einzigartige Ökosystem und die Wanderrouten der Falter zu erhalten.

## Flora und Fauna
Die Wälder bestehen vor allem aus Oyamel-Tannen (Abies religiosa), Kiefern, Eichen und Zedern. Die dichten Kronen der Oyamel-Tannen bieten Schutz und ein stabiles Mikroklima für die Schmetterlinge. Insgesamt leben hier 184 Wirbeltierarten, darunter Vogel-, Säugetier und Amphibienarten, sowie zahlreiche endemische Pflanzen.

## Migration und Biologie
Jeden Herbst sammeln sich Millionen oder Milliarden Monarchfalter aus Nordamerika zur Überwinterung in den Wäldern des Reservats und färben ganze Baumkronen orange. Die Populationsdichte erreicht durchschnittlich um die 21 Millionen Falter pro Hektar, was so großes Gewicht erzeugt, dass Äste brechen können.
Im Frühjahr beginnt die bis zu achtmonatige Wanderung in Richtung Kanada. Diese wird von einer „Generationenkette“ aus vier aufeinanderfolgenden Falter-Generationen vollzogen. Lediglich die sogenannte „Methusalem-Generation“ lebt ausreichend lange, um anschließend die Rückreise nach Mexiko durchzuführen. Die Navigation der Falter bleibt wissenschaftlich faszinierend und nur teilweise verstanden.

## Populationsentwicklung und Bedrohungen
Die Gesamtfläche der Überwinterungs-Kolonien ist in den letzten Jahrzehnten drastisch geschrumpft: von 18,19 Hektar (1996/97) auf 0,9 Hektar (2023/24), zeitweise etwas erholt auf 1,79 Hektar (2024/25).
Zu den zentralen Gefahren zählen Lebensraumverlust durch Abholzung – auch illegal im Reservat –, Einsatz von Pestiziden (besonders Glyphosat), der die für die Raupen existenzielle Seidenpflanze zerstört, und der Klimawandel, der Mikroklimata und damit die Überwinterung massiv beeinträchtigen kann.
Schutzinitiativen reichen von Wiederaufforstung bis zur gezielten Pflanzung von Seidenpflanzen auf den Wanderrouten und im Brutgebiet, Monitoring-Programmen sowie internationaler Kooperation zur Sicherung der Wanderkorridore.